# 村上隆夫
村上 隆夫（むらかみ たかお、1947年12月 - ）は、日本の倫理学者。群馬大学名誉教授。専門は倫理学（模倣論・身体論・人格論）。

## 来歴・人物
埼玉県浦和市（現さいたま市）生まれ。
1966年埼玉県立浦和高等学校卒業、1971年東京教育大学文学部哲学科倫理学専攻卒業、1975年同大学院博士課程文学研究科倫理学中退。群馬大学教育学部社会科教育講座助教授、教授(現代倫理学、西洋倫理学、初等科社会などを担当)
1996年「模倣論序説」で筑波大学博士（文学）。
趣味は、サッカー、将棋、造園。

## 所属学会
- 日本倫理学会
- 日本哲学会

## 著作
- 『政治的な学としての倫理学』（未來社） 1988年
- 『ベンヤミン 人と思想』（清水書院 センチュリーブックス） 1990年、新装版2014年
- 『メルロ＝ポンティ 人と思想』（清水書院 センチュリーブックス） 1992年、新装版2014年
- 『模倣論序説』（未來社） 1998年
- 『同一性の形而上学、映画・SF・探偵小説』（春風社） 2006年
- 『仮説法の倫理学 ポー・パース・ハイデッガー』（春風社） 2012年

共編著
- 『ハーバーマス 人と思想』（小牧治共著、清水書院センチュリーブックス） 2001年、新装版2014年

## 翻訳
- 『社会と歴史 批判理論の批判』（M・トイニッセン、小牧治共訳、未来社、フィロソフィア双書） 1981年
- 『哲学的・政治的プロフィール 現代ヨーロッパの哲学者たち』（ハーバーマス、小牧治共訳、未来社、フィロソフィア双書） 1984年 - 1986年
- 『批判と危機 市民的世界の病因論のための一研究』（ラインハルト・コゼレック、未來社） 1989年
- 『マルクス事典』（テレル・カーヴァー、未來社） 1991年